# Hemicyclops intermedius
Hemicyclops intermedius is een eenoogkreeftjessoort uit de familie van de Clausidiidae. De wetenschappelijke naam van de soort is voor het eerst geldig gepubliceerd in 1961 door Ummerkutty.